# 수표로
수표로(水標路, Supyo-ro) 또는 서울특별시도 제2705호선(서울特別市道 第2705號線), 서울특별시도 충무 ~ 낙원선(서울特別市道 忠武樂園線)은 서울특별시 중구 충무로2가 52-23에서 시작하여 종로구 낙원동 254-2에서 끝나는 도로이다. 도로명은 청계천의 수위를 재는 기준이 되었던 수표교에서 유래했다.

## 역사
- 1966년 11월 26일 : 일신국민교(중구 남학동 1)~가회동(종로구 가회동 1)’ 구간을 수표로(水標路)로 지정[1]

## 주요 경유지
서울특별시
- 중구 (충무로2가 - 충무로3가 - 저동2가 - 을지로2가 - 을지로3가 - 수표동)
- 종로구 (관수동 - 종로2가 - 종로3가 - 낙원동)

## 노선
- 연한 파란색(■): 서울특별시도 제2705호선 구간

| 교차로                  | 접속 노선                                 | 소재지 | 소재지          | 소재지          | 비고             |
| ----------------------- | ----------------------------------------- | ------ | --------------- | --------------- | ---------------- |
|                         | 서울특별시도 제C1호선 퇴계로              | 중구   | 명동            | 필동            | 교차로 이름 없음 |
| 중부경찰서앞            | 서울특별시도 제2709호선 마른내로          | 중구   | 을지로동        | 을지로동        |                  |
| 을지로3가역             | 서울특별시도 제49호선 을지로              | 중구   | 명동            | 을지로동        |                  |
|                         | 서울특별시도 제50호선 청계천로            | 중구   | 명동            | 명동            | 교차로 이름 없음 |
| 도로 단절 구간 (청계천) |                                           |        |                 |                 |                  |
|                         | 서울특별시도 제50호선 청계천로            | 종로구 | 종로1.2.3.4가동 | 종로1.2.3.4가동 | 교차로 이름 없음 |
|                         | 국도 제6호선 · 서울특별시도 제51호선 종로 | 종로구 | 종로1.2.3.4가동 | 종로1.2.3.4가동 | 교차로 이름 없음 |
| 도로 단절 구간 (종로)   |                                           |        |                 |                 |                  |
|                         | 국도 제6호선 · 서울특별시도 제51호선 종로 | 종로구 | 종로1.2.3.4가동 | 종로1.2.3.4가동 | 교차로 이름 없음 |
|                         | 돈화문로11길                              | 종로구 | 종로1.2.3.4가동 | 종로1.2.3.4가동 | 교차로 이름 없음 |
|                         | 서울특별시도 제27호선 삼일대로            | 종로구 | 종로1.2.3.4가동 | 종로1.2.3.4가동 | 교차로 이름 없음 |

## 부속도로
- ● : 전 구간 해당
- ▲ : 일부 구간 해당
- ✖ : 해당 없음

| 도로명       | 기점            | 종점            | 총연장 (m) | 차량 통행 가능 | 일방통행 | 소재지 | 소재지          |
| ------------ | --------------- | --------------- | ---------- | -------------- | -------- | ------ | --------------- |
| 수표로2길    | 충무로3가 59-12 | 충무로3가 57-5  | 162        | ●              | ●        | 중구   | 필동            |
| 수표로4길    | 충무로3가 58-10 | 충무로3가 56-22 | 161        | ●              | ●        | 중구   | 필동            |
| 수표로6길    | 충무로3가 24-11 | 충무로3가 30-20 | 245        | ●              | ▲        | 중구   | 필동            |
| 수표로10길   | 저동2가 48-7    | 초동 155-2      | 162        | ●              | ●        | 중구   | 을지로동        |
| 수표로12길   | 저동2가 47-1    | 초동 62         | 192        | ●              | ●        | 중구   | 을지로동        |
| 수표로18길   | 관수동 137-1    | 관수동 137-1    | 154        | ●              | ✖        | 종로구 | 종로1.2.3.4가동 |
| 수표로18가길 | 관수동 21-8     | 관수동 137-1    | 139        | ✖              | ✖        | 종로구 | 종로1.2.3.4가동 |
| 수표로20길   | 종로3가 137-7   | 종로3가 118-1   | 240        | ✖              | ✖        | 종로구 | 종로1.2.3.4가동 |
| 수표로22길   | 낙원동 146-2    | 돈의동 138-1    | 268        | ✖              | ✖        | 종로구 | 종로1.2.3.4가동 |
| 수표로26길   | 낙원동 146-2    | 돈의동 39-1     | 160        | ▲              | ✖        | 종로구 | 종로1.2.3.4가동 |
| 수표로28길   | 낙원동 260-1    | 돈의동 1-1      | 248        | ✖              | ✖        | 종로구 | 종로1.2.3.4가동 |

## 주요 건물 및 시설
- 서울중부경찰서 (서울특별시 중구 수표로 27)
- 인제대학교 서울캠퍼스 (서울특별시 중구 수표로 31)
- 대한예수교장로회 영락교회 (서울특별시 중구 수표로 33)
- 매일경제신문 명동지국 (서울특별시 중구 수표로 43-2)
- 하나은행 을지로3가지점 (서울특별시 중구 수표로 65)
- 하나은행 을지로지점 (서울특별시 중구 수표로 67)